# Iscrizione sicula di Centuripe
L'iscrizione sicula di Centuripe è la più lunga iscrizione in lingua sicula che ci sia pervenuta. Si tratta di un'incisione su un askos, cioè un vaso che conteneva bevande. È ritenuta appartenente al periodo tra fine V secolo a.C. e inizi IV secolo a.C.; il vaso è stato ritrovato nel corso di scavi concernenti l'antica città sicula di Centuripe. L'askos è custodito presso il Museo regionale di Karlsruhe in Germania.

## Iscrizione
L'iscrizione utilizza l'alfabeto di Adrano, cioè un alfabeto greco adattato alla lingua sicula, in quanto presenta, oltre alle conosciute lettere del greco antico, nuovi caratteri. Essa è stata interamente decifrata, e rivela una forte affinità della lingua sicula con il latino. Questo conferma ulteriormente l'origine comune dei due popoli. Il testo traslitterato in caratteri latini è questo:
Iemi tom, esti durom, Nane

pos durom iemi, tom esti veliom. 

Ned emponitantom eredes vinbrotrom.»
Praticamente è un discorso che è fatto dal vaso stesso, il quale dice di essere un dono per un certo Nanus (che è un nome molto comune fra le genti sicule). L'incredibile affinità con il latino si riscontra nel vocativo in -e di Nanus; o nella parola eredes che è quasi identica a quella latina, heredes . Da confrontare la parola durom con il latino donum e il greco δώρον. Esistono comunque altre versioni che leggono la scritta in modo diverso e conseguentemente, altre traduzioni.